# Joseph Patrick O'Brian Twohig
Joseph Patrick O'Brian Twohig, britanski general, * 30. maj 1905, † 1973.